# سيسيليا نيلسون (منافسة ألعاب القوى)
سيسيليا نيلسون (بالسويدية: Cecilia Nilsson)‏ هي منافسة ألعاب القوى سويدية، ولدت في 22 يونيو 1979.

## وصلات خارجية
- سيسيليا نيلسون على موقع الاتحاد الدولي لألعاب القوى (الإنجليزية)